# Tréguidel
Tréguidel település Franciaországban, Côtes-d’Armor megyében. Lakosainak száma 630 fő (2022. január 1.). Tréguidel Lantic, Pléguien, Plélo és Tressignaux községekkel határos.

## Népesség
A település népessége az elmúlt években az alábbi módon változott:
| Lakosok száma | 475  | 402  | 500  | 639  | 604  | 617  | 615  | 627  | 633  | 630  |
|               | 1968 | 1982 | 1990 | 2006 | 2013 | 2015 | 2017 | 2019 | 2020 | 2022 |